# Slaget vid Rajovka
Slaget vid Rajovka var en skärmytsling den 10 september 1708 mellan Sverige och Ryssland under det stora nordiska kriget. Karl XII:s häst blev skjuten under denna drabbning. 

## Bakgrund
Den 1 september 1708 begravdes de stupade från slaget vid Malatitze ifrån föregående dag. Slaget hade resulterat i en svensk seger över ryska trupper under Michail Golitsyn. Den svenska armén bröt upp den 2 september och den 3 september förlade Karl XII ett högkvarter i staden Volovniki. Den svenska armén led av livsmedelsbrist. Man skickade ut spanare under fältmarskalk Carl Gustaf Rehnskiöld och Axel Gyllenkrok att se den ryska arméns ställning vid Dobroje. Men tsar Peters armé hade redan lämnat platsen.
Efter några dagsmarscher till kom man till staden Milekikova. Därifrån bröt den svenska armén upp den 10 september och marscherade norrut.

## Drabbningen
Under hela denna marsch blev den svenska armén attackerad dagligen av ryska förband. Efter den svenska arméns uppbrott drabbade Karl XII tillsammans med Östgöta kavalleriregemente samman mot stora ryska kavalleristyrkor. Den svenske kungens häst blev skjuten och blev inringad av ryska trupper. Men kungen lyckades att ta sig upp på den just stupade generaladjutanten Thure Hårds häst. Men nöd och näppe lyckades han förena sig med inkommande Norra skånska kavalleriregementet som kunde trycka tillbaka de ryska förbanden.

## Följder
Dagen efter drabbningen, den 11 september satte kungen upp ett högkvarter vid byarna Tatarsk och Starycze, omkring 30 mil från Moskva. Där var man till den 15 september. Den svenska armén led av kraftig livsmedelsnöd. Man beslöt att avbryta marschen mot Moskva och söka sig söderut, till Ukraina.

## Svenska regementen med slaget som segernamn
- Livgrenadjärregementet
- Norra skånska dragonregementet